# Jeyawati rugoculus
Jeyawati rugoculus és una espècie de dinosaure hadrosauroïdeu que va viure durant l'estatge del Turonià del Cretaci superior. Fou descrita l'any 2010, basant-se en fòssils trobats a l'estat americà de Nou Mèxic.
L'holotip, MSM P4166, fou descobert a la formació de Moreno Hill. Una anàlisi caldística indica que Jeyawati era més primitiu (basal) que Shuangmiaosaurus, Telmatosaurus, i Bactrosaurus, però més derivat que Eolambia, Probactrosaurus, i Protohadros.